# Poblat ibèric del Cogulló
El Cogulló és un poblat ibèric que es troba a Sallent (Bages), declarat Bé cultural d'interès local en la categoria de Zona arqueològica.
El turó del Cogulló, és el lloc d'assentament d'un poblat d'època ibèrica que constitueix el jaciment preromà més important d'entre els coneguts fins ara a la comarca del Bages. La seva situació al marge dret del Llobregat, al centre de la vall mitjana d'aquest riu, que era la via natural de penetració vers el Prepirineu, i la seva altitud (474 metres sobre el nivell de la mar), que li dona un ampli domini visual sobre bona part de la comarca, conferien al poblat un indubtable valor estratègic i, segurament, una posició dominant, de capitalitat, sobre els altres nuclis de població de la zona.
El poblat ocupa el cim del turó i queda delimitat a l'est i al sud per un penya-segat, i al nord i a l'oest per la seva pròpia muralla, que engloba una extensió d'uns cinc mil metres quadrats.
El jaciment ha estat objecte de diverses campanyes d'excavació que han permès documentar les restes de dos carrers i de diverses cases, totes de planta quadrangular i de mides variades que oscil·len entre els vuit metres quadrats i els setze metres quadrats; són mostra d'una organització urbana molt regular, adaptada a la topografia de la muntanya.
La vida del poblat abasta una cronologia que va des del segle vi aC fins al segle i aC, i s'hi distingeixen tres fases constructives que es corresponen amb tres nivells de pavimentació i amb tres etapes de reestructuració de la muralla. La fase més antiga se situa en els segles VI i V aC, quan s'hauria construït el primer mur que tancava el poblat. La fase II es data al segle iv aC, i correspondria a la construcció de la muralla pròpiament dita. La fase III va del segle iii aC fins a l'I aC, i és l'etapa de màxima extensió del poblat, que s'anava ampliant cap al sud.
El jaciment ha proporcionat nombrosos materials representatius d'aquesta llarga seqüència cronològica, entre els quals destaquen les ceràmiques d'importació: ceràmica jònica, àtica («de Sant Valentí» i de figures roges), precampaniana, protocampaniana i campaniana amb les seves varietats.